# Ozola ramifascia
Ozola ramifascia là một loài bướm đêm trong họ Geometridae.